# Hari Nef
Hari Nef (Philadelphia (Pennsylvania), 21 oktober 1992) is een Amerikaans actrice en model. Ze speelde in diverse films en series, waaronder Meet Cute, You en The Marvelous Mrs. Maisel.
Nef was, in juni 2015, de eerste transgender vrouw die zich aansloot bij IMG Worldwide.

## Filmografie

### Film
- 2013: Hellaware, als Cy
- 2014: She Told Me She Was Dead, als Amber Mugabe
- 2015: Self Aware, als Hari
- 2016: Crush, als Clare
- 2018: Mapplethorpe, als Tinkerbelle
- 2018: Assassination Nation, als Bex Warren
- 2020: First Date, als Alex
- 2022: 1Up, als Sloane
- 2022: Meet Cute, als Chai
- 2023: Bad Things, als Cal
- 2023: Barbie, als Dr. Barbie
- 2024: Who Am I, als depressie

### Televisie
- 2015: Transparent, als Gittel
- 2018: You, als Blythe
- 2018: Camping, als Nia
- 2020: Acting for a Cause, als Polonius
- 2020: Day by Day, als Annabelle Clarke (stemrol)
- 2020: Room 104, als Katherine
- 2022: And Just Like That..., als Rabbi Jen
- 2022: The Marvelous Mrs. Maisel, als L. Roy Dunham
- 2023: Extrapolations, als Anna
- 2023: The Idol, als Talia

## Theater
- 2019: Daddy, als Alessia
- 2022: Des Moines, als Jimmy
- 2023: The Seagull/Woodstock, NY, als Sasha